# 儿童福利证

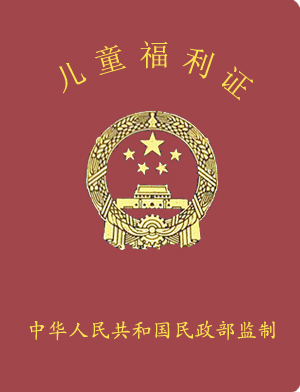
2007年版儿童福利证，中华人民共和国民政部监制

儿童福利证是由中华人民共和国民政部监制，由市、区（县）人民政府民政部门颁发给“0-18岁的孤儿、查找不到生父母的儿童和事实上无人抚养的未成年人”的获得救助的凭证。

## 简介
为贯彻中共中央总书记胡锦涛关于孤儿救助工作的指示以及2006年3月29日中华人民共和国民政部等15部委《关于加强孤儿救助工作的意见》（民发〔2006〕52号），中华人民共和国民政部于2007年6月1日下发了《民政部办公厅关于发放使用〈儿童福利证〉的通知》，决定在全国范围内统一发放使用《儿童福利证》。该通知规定：
“《儿童福利证》发放对象是0-18岁的孤儿、查找不到生父母的儿童和事实上无人抚养的未成年人，是其获得救助的凭证，用来记录持证人的基本情况及其成长期间享受国家和当地政府在生活、教育、医疗、就业、住房等方面救助和优惠政策的情况。”
“《儿童福利证》由中华人民共和国民政部监制，由市、区（县）人民政府民政部门负责发证，须加盖公章。发证机关对管辖范围内的孤儿进行情况核实和登记，对符合条件的儿童发放《儿童福利证》并备案。”
“出现下列情形，发证机关应当收回《儿童福利证》：
- （一）持证人年满18周岁的；
- （二）持证人依法被收养的；
- （三）持证人找到生父母的或父母重新履行抚养义务的。”[3][2]